# Yên Dưỡng
Yên Dưỡng là một xã thuộc huyện Cẩm Khê, tỉnh Phú Thọ, Việt Nam.
Xã Yên Dưỡng có diện tích 10,23 km², dân số năm 1999 là 3.381 người, mật độ dân số đạt 330 người/km².